# الهادي الأخوة

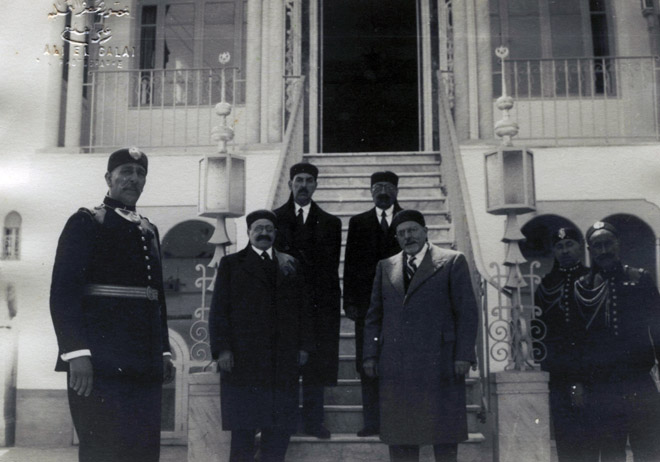
الوزير الأكبر الهادي الأخوة على اليمين وعلى يساره وزير العدل عبد الجليل الزاوش عام 1942

الهادي الأخوة أو الهادي بن محمود بن محمد الأخوة: ولد عام 1872 بتونس العاصمة، وتوفي بها عام 1949 ، سياسي تونسي أسندت إليه الوزارة الكبرى وتقلدها لمدة عشر سنوات في فترة حاسمة من تاريخ تونس.

## أصوله
ينحدر الهادي الأخوة من عائلة الأخوة التي تعود جذورها إلى الأندلس، إذ لجأت إلى البلاد التونسية لتستقر بها منذ القرن الثامن عشر ، وقد عرفت خاصة بنشاطها في صناعة الشاشية، ثم اشتغل بعض أفرادها في الوظائف الدينية من عدالة وتدريس بجامع الزيتونة، والتحق آخرون بالإدارة ومن بينهم الهادي الأخوة الذي درس بالمدرسة الصادقية بداية من عام 1883. وهو ما أهّله فيما بعد ليعين في عضوية الهيئة الإدارية لـجمعية قدماء تلامذة الصادقية.

## مساره
التحق الهادي الأخوة بالإدارة ليعمل منذ عام 1902 مترجما بالمجلس البلدي بالحاضرة، ومن الأعمال التي قام بها في هذه الفترة ترجمته لـقاموس القوانين البلدية بحاضرة تونس المحمية : مجموع الأوامر العلية والقرارات البلدية والأحكام والمنشورات الدولية الذي جمعه جوزاف فلانسي، وقام هو بترجمته وصدر عام 1907 . كما ترأس قسم الدولة بالوزارة الكبرى، ثم عين وزيرا للقلم قبل أن تؤول إليه الوزارة الكبرى عام 1932 خلفا لخليل بوحاجب وذلك في عهد أحمد باي، وبعد وفاة هذا الأخير في جوان 1942 أبقاه المنصف باي في منصبه إلى أواخر عام 1942 ليعوضه في اليوم الأول من العام الجديد بمَحمد شنيق. ويبدو أنه انعزل منذئذ عن السياسة إلى تاريخ وفاته.

## إشارات مرجعية
1. ↑   https://bibliotheque-numerique.diplomatie.gouv.fr/ark:/12148/bpt6k3201349n. {{استشهاد ويب}}: |url= بحاجة لعنوان (مساعدة) والوسيط |title= غير موجود أو فارغ (من ويكي بيانات) (مساعدة)
2. ↑  http://te-in.facebook.com/topic.php?uid=20594170922&topic=4765%5Bوصلة+مكسورة%5D تاريخ وأصول عائلة الأخوة

| سبقه خليل بوحاجب | وزير أكبر (تونس) 2 مارس 1932- 31 ديسمبر 1942 | تبعه مَحمد شنيق |